# Jaskinia Gdzie Samolot Spadł
Jaskinia Gdzie Samolot Spadł – jaskinia w Beskidzie Niskim. Ma trzy otwory wejściowe znajdujące się na południowym zboczu wschodniego ramienia Cergowej, na wysokości 680 m n.p.m. Długość jaskini wynosi 20 metrów (32 metry), a jej deniwelacja 5 metrów.

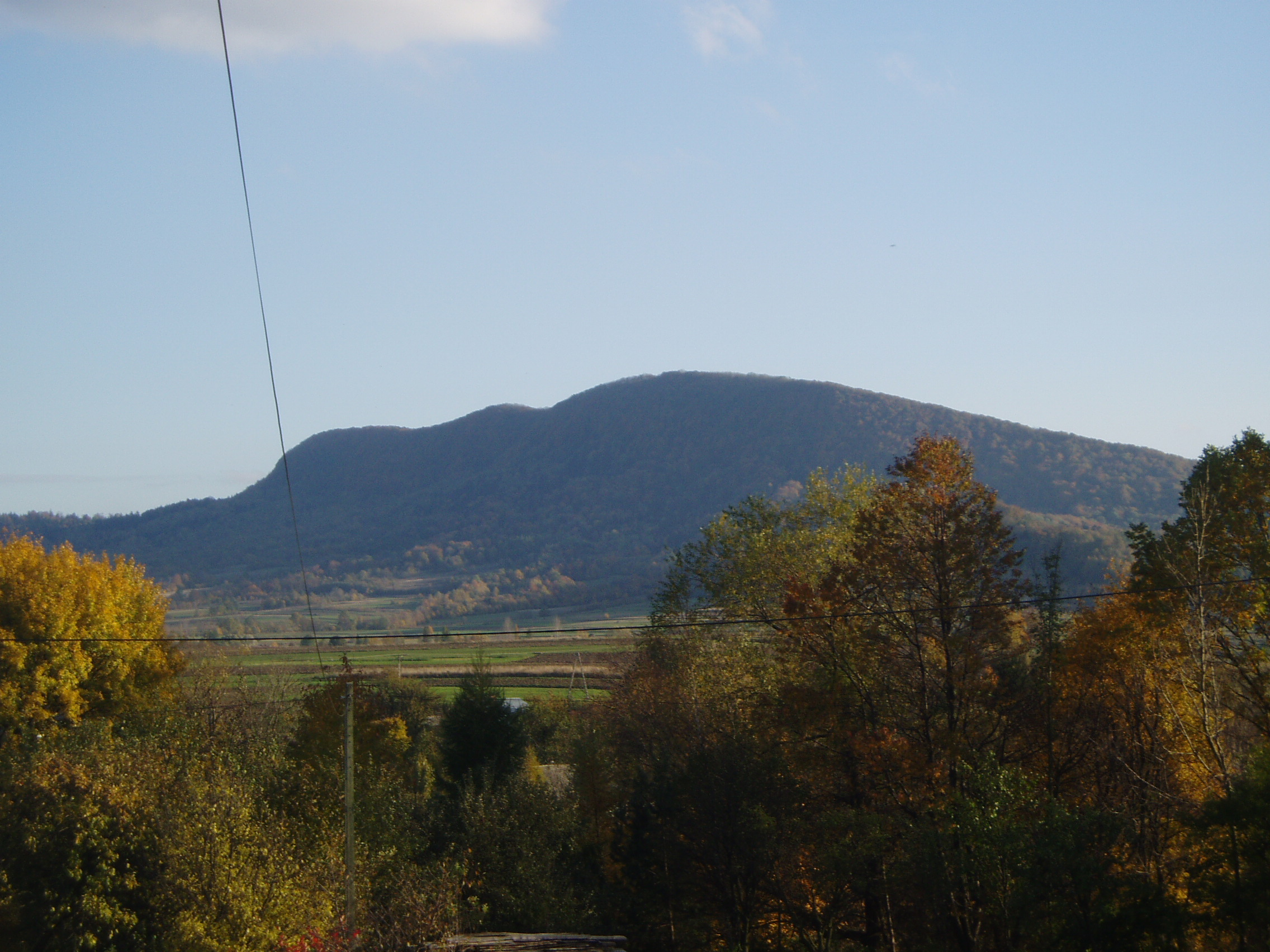
Widok na Cergową

## Opis jaskini
Za niewielkim pierwszym otworem znajduje się studzienka, z której dna odchodzą ciągi:
- na północ niski korytarzyk doprowadza do otworu drugiego
- na zachód idzie stromo w dół korytarzyk prowadzący do obszernej sali. Stąd przez zacisk można dojść do 3-metrowego korytarzyka lub przechodząc przez dwa prożki dostać się do otworu trzeciego[2].

## Przyroda
Jaskinia jest typu osuwiskowego. Znajdują się w niej zniszczone polewy naciekowe.

## Historia odkryć
Jaskinię odkryto w czasie II wojny światowej, gdy spadł tam w 1944 roku niemiecki samolot transportowy. Pierwszy jej opis i plan sporządził Kazimierz Kowalski w 1953 roku.